# Ophrys maladroxiensis
Ophrys maladroxiensis là một loài thực vật có hoa trong họ Lan. Loài này được Scrugli, Todde & Cogoni mô tả khoa học đầu tiên năm 1992.